# Ебен ЛеРукс
Ебен ЛеРукс (англ. Eben LeRoux, нар. 22 грудня 1977, Вірджинія, Південна Африка) — австралійський стронгмен та з Південної Африки. Нині він проживає на теренах Австралії та представляє її у змаганні «Найсильніша людина світу».

## Життєпис
Народився 22 грудня 1977 року в місті Вірджинія, Південна Африка. У 2012 році почав вперше проходити відбіркові змагання до «Найсильнішої людини світу». У «Найсильнішій людині Австралії» призових місць діставався чотири рази: тричі (у 2008, 2009 та 2011) був другим та одного разу (у 2010) став третім.

## Власні скутки
- Мертве зведення - 400 кг